# Глогувек (гміна)
Гміна Глогувек (пол. Gmina Głogówek) — місько-сільська гміна у південно-західній Польщі. Належить до Прудницького повіту Опольського воєводства.
Станом на 31 грудня 2011 у гміні проживало 13809 осіб.

## Площа
Згідно з даними за 2007 рік площа гміни становила 170.06 км², у тому числі:
- орні землі: 87.00%
- ліси: 4.00%

Таким чином, площа гміни становить 29.77% площі повіту.

## Населення
Станом на 31 грудня 2011:
| Опис     | Загалом | Загалом | Чоловіки | Чоловіки | Жінки | Жінки |
| -------- | ------- | ------- | -------- | -------- | ----- | ----- |
| одиниця  | осіб    | %       | осіб     | %        | осіб  | %     |
| все      | 13809   | 100     | 6717     | 48.64    | 7092  | 51.36 |
| міське   | 5774    | 100     | 2733     | 47.33    | 3041  | 52.67 |
| сільське | 8035    | 100     | 3984     | 49.58    | 4051  | 50.42 |

## Сусідні гміни
Гміна Глогувек межує з такими гмінами: Біла, Вальце, Глубчице, Крапковіце, Любжа, Павловічкі, Ренська Весь, Стшелечкі.